# Apoidea
Apoidea är en överfamilj inom insektsordningen steklar (Hymenoptera), som omfattar både bin och rovsteklar. Denna grupp inkluderar cirka 30,000 arter och är uppdelad i flera familjer. De mest välkända medlemmarna i denna grupp finns i familjen långtungebin, vilken inkluderar honungsbin och humlor. Forskare och experter som studerar dessa organismer går under beteckningen apidologer.
Apoidea är en mångsidig grupp där arterna kan vara solitära, semisociala eller eusociala. De bygger sina bon i olika typer av substrat, från mark till trädhål och ihåliga stjälkar. De tillhandahåller också föda till sina larver, men det finns en distinkt skillnad i födosätt mellan rovsteklar och bin: rovsteklar använder byten för att mata sina larver, medan bin samlar pollen och nektar från blommor.
Ytterligare en fysisk skillnad är att rovsteklarnas kroppar är täckta av enkla hårstrån, medan bin har fjäderlika eller greniga hår. Hos många arter har honornas äggläggningsrör eller bakkroppsapendix omvandlats till ett stickorgan som används för försvar.

## Undergrupper

### Bin
Bin (Apiformes eller Anthophila), är kanske den mest kända gruppen inom Apoidea och inkluderar familjer som grävbin, långtungebin, korttungebin, vägbin, buksamlarbin och sommarbin. Dessa insekter är framför allt kända för deras roll i pollinering och honungsproduktion.

### Rovsteklar
Rovsteklar (Spheciformes) är predatoriella insekter som vanligtvis jagar andra insekter för att mata sina larver. Denna grupp inkluderar familjer som Kackerlackesteklar, Crabronidae och Grävsteklar. Rovsteklarna är viktiga för kontrollen av skadedjurspopulationer och därmed även för jordbruket och naturskyddet.